# Dryden (villa)
Dryden es una villa ubicada en el condado de Tompkins, estado de Nueva York, Estados Unidos. Tiene una población estimada, a mediados de 2021, de 1947 habitantes.

## Geografía
La localidad está ubicada en las coordenadas 42°29′27″N 76°18′5″O / 42.49083, -76.30139 (42.49083, -76.301387).

## Demografía
Según la Oficina del Censo, en 2000 los ingresos medios de los hogares de la localidad eran de $43,977 y los ingresos medios de las familias eran de $54,489. Los hombres tenían ingresos medios por $38,897 frente a los $26,809 que percibían las mujeres. Los ingresos per cápita para la localidad eran de $20,613. Alrededor del 9.9% de la población estaba por debajo del umbral de pobreza.
De acuerdo con la estimación 2017-2021 de la Oficina del Censo, los ingresos medios de los hogares de la localidad son de $62,336 y los ingresos medios de las familias son de $76,333. Alrededor del 21.7% de la población está por debajo del umbral de pobreza.